# Мкхумане, Габриэль
Габриэль Мкумане (Мкхумане, англ. Gabriel Mkhumane; умер 1 апреля 2008 года) — свазилендский врач и лидер оппозиции. Он был заместителем председателя главной оппозиционной партии Свазиленда (ныне Эсватини) Народного объединённого демократического движения (PUDEMO).

## Биография
Работавший врачом в больнице Темба в Нелспруите Мкхумане из-за политических преследований отправился в изгнание, покинув Свазиленд в 1984 году. В политэмиграции жил в Мапуту (Мозамбик), а затем на Кубе, где он получил медицинское образование и провёл 15 лет. По данным «Сети солидарности Свазиленда», он предоставлял медицинское обслуживание неимущим бесплатно.
Чтобы быть ближе к своей родине, Мкумане в 2000 году поселился в Южной Африке. Несмотря на изгнание, он принимал активное участие в деятельности, связанной с движением PUDEMO, и распространял информацию о королевстве Свазиленд как репрессивном режиме, отвергающем демократию. Был избран заместителем председателя (президента) партии Марио Масуку. У Мкхумане с супругой Сорайдой было двое сыновей, Лизви и Лизо (которому было три недели на момент смерти отца).
Мкхумане был убит 1 апреля 2008 года в Нелспруите после встречи, на которой обсуждался вопрос о блокировании поставок товаров в Свазиленд. Ежегодная блокада должна была начаться 12 апреля, в годовщину переворота 1973 года, когда король Собуза II разогнал парламент и объявил вне закона все политические партии. Однако в итоге блокад была отменена из-за гибели Мкумане.
Свазилендский оппозиционер был застрелен из засады в собственной машине. Убийцы быстро скрылись после совершения преступления. Официальная версия убийства объявила его жертвой случайного насилия, хотя сторонники PUDEMO, включая лидера партии Марио Масуку, оспорили это утверждение. В пользу версии, что Мкумане был убит по заказу властей Свазиленда, они указывали на угрозы в адрес его семьи от свазилендской полиции, заявившей его матери, что он вернется домой «в чёрном пакете» буквально за несколько часов до сообщения о его смерти. Другие родственники также потверждали, что убитый высказывал опасения за свою жизнь незадолго до гибели.